# باول بوتشر (عالم مصريات)
باول بوتشر (بالفرنسية: Paul Bucher)‏ هو عالم مصريات فرنسي، ولد في 1887، وتوفي في 1966.